# 格雷厄姆·斯图尔特 (政治人物)
（1962年3月12日—）是一位英格蘭政治人物，他的黨籍是保守黨。自2005年開始擔任貝弗利和霍爾德內斯選區選出的英國下議院議員，並於2018年至2021年在国际贸易部擔任議會出口事務副國務卿。畢業於劍橋大學，主修哲學和法律。
自2022年起，他於約翰遜內閣擔任歐洲國務部長。

## 童年
他1962年生於英格蘭西北部區域坎布里亞郡卡萊爾市卡萊爾，中學就讀於格倫納爾蒙德書院、大學時於劍橋大學塞爾文學院主修哲學和法律，但沒有獲得學位。
1985年復活節期間，他是劍橋大學保守黨協會的主席。

## 劍橋早期政治生涯
他在1998年英國地方選舉，獲選為Cherry Hinton選區的劍橋市議會成員。
他在2001英國大選以保守黨身份競選劍橋選區，以9,829票（23%票數）位居第三。
他在2002年英國地方選舉再次當選為劍橋市議會議員並任職至2004年。

## 國會生涯
在2005 年大選中，施敬恆以2,580的多數票差距，獲選為貝弗利和霍爾德內斯選區的下議院議員。當選後，他說：「I plan to be upfront and have a high profile, not only within the constituency but nationally（我將鮮明地表達自己的意見；不僅在選區內，在全國範圍內也是）」。
他是兩個國會專責委員會的成員︰環境審計特別委員會和兒童、學校和家庭特別委員會。
2006年，他被其他保守党國會議員選為保守党委员会成員。又於2010年6月當選為國會教育專責委員會主席。
2005年，他創立了Beverley and Holderness Pensioners Action Group、跨黨派競選團體Community Hospitals Acting Nationally Together、Hull and Holderness Opposing the Incinerator。
他是全球平衡環境立法者組織的GLOBE英國分會副主席。
在英國議會開支醜聞之後，斯圖爾特在2009年6月他進行了辯護，他在床上用品和毛巾上花費了426英鎊。
他在 2005-10 年議會中的成功運動包括：the defeat of legislation on home education（家庭教育立法）和saving the Beverley Pasture Masters（拯救貝弗利牧場）。他又參與了降低亨伯橋通行費的運動，並成功說服政府改善A164並建造貝弗利繞道。2012 年，他否決了增加靜態大篷車VAT的提議，因爲大篷車主要在約克郡的東騎行區製造。
2010年6月，斯圖爾特被國會議員選舉為教育專責委員會主席。
儘管同是保守黨議員，斯圖爾特經常不同意教育大臣高文浩。他的委員會每年製作多達六份報告，從單一證據調查到對教育、學校和家庭政策的更詳細檢查
斯圖爾特支持廢除2004狩獵法以恢復獵狐，他在2010年表示：「I've always said I would vote to reverse the ban（我一直說我會投票推翻禁令）」。
在接受衛報的記者Peter Wilby採訪時將自己描述為社會自由主義者，一個支持更快削減公共支出並結束對福利的依賴的「赤字鷹派」。
他於2016年7月18日被新任首相特蕾莎·梅任命為黨鞭。後來在2019年1月政府改組他被提升為議會出口事務副國務卿。他在2021年9月的改組中回到了後座。
隨後，他於2022年1月被任命為越南、柬埔寨和老撾的貿易特使，並擔任此職務至2022年7月。
他於2022年7月被即將卸任的首相鮑里斯·約翰遜任命為看守政府的一部分，擔任外交聯邦及發展事務部國務部長。
他於2022年9月被任命作為首相卓慧思內閣一員，任商務部氣候變化國務大臣。

## 個人生活
住在貝弗利。於2022年1月與妻子分居。他喜歡騎摩托車、騎自行車和板球。

## 外部鏈接
- Graham Stuart website （页面存档备份，存于）
- 英国的個人檔案
- Hansard記載的在貢獻
- 公鞭記載的投票紀錄
- TheyWorkForYou記載的紀錄

| 大不列颠及北爱尔兰联合王国国会 | 大不列颠及北爱尔兰联合王国国会                     | 大不列颠及北爱尔兰联合王国国会 |
| ------------------------------ | -------------------------------------------------- | ------------------------------ |
| 前任者： 詹姆斯·克蘭           | 貝弗利和霍爾德內斯選區英國國會議員 2005年英国大选– | 現任                           |